# Чон Сон
Чон Сон, также неверно Джонг Сон (кор. 정선, род. 1676 г. — ум. 1759 г.) — корейский художник — пейзажист.
Чон Сон был известным корейским художником — одним из немногих из них, кто отказался от канонов традиционного и для Кореи китайского стиля живописи. Согласно свидетельствам современников, Чон Сон часто покидал свою художественную мастерскую и рисовал всё, что вокруг привлекало его внимание. Такую манеру творчества у Чон Сона переняли и унаследовали целые поколения корейских живописцев, работавших позднее в эпоху династии Чосон.
Чон Сон происходил из бедной семьи чиновников (янбан). Талант его был открыт и высоко оценён соседями, принадлежавшими к аристократическому роду, и представившими Чон Сона к королевскому двору, где он получил официальное место придворного художника. Большую часть своей жизни он провёл в столице Кореи, Сеуле. О художнике сообщается, что он рисовал каждый день, вплоть до глубокой старости. Хотя его работы официально относятся к так называемой Южной школе, Чон Сон сумел со временем создать свой собственный, особый художественный стиль — отдельными, резкими мазками кисти он накладывал параллельными линиями чёткие контуры изображаемого.
Одним из учеников Чо Сона был Сим Са Джон.

## Галерея
- После дождя на горе Инвансан
- Горы Кымгансан
- Одинокая хижина в долине у горы Инвансан
- Павильон в Янчхон-гу, Сеул
- Долина в Чонно-гу, Сеул
- Водопад Пагён
- Район Кванджин-гу в Сеуле
- Район Чонно-гу в Сеуле